# Samochema
Samochema – wieś w Botswanie w dystrykcie North West. Według spisu ludności z 2011 roku wieś liczyła 1149 mieszkańców.